# Augignac
 Augignac  (en occitano Auginhac) es una población y comuna francesa, situada en la región de Aquitania, departamento de Dordoña, en el distrito de Nontron y cantón de Nontron.
Se halla en la región histórica de Perigòrd y en el parque natural regional Périgord-Limousin.

## Demografía
| 954 | 876 | 791 | 818 | 838 | 791 |
| Para los censos de 1962 a 1999 la población legal corresponde a la población sin duplicidades (Fuente: INSEE [Consultar]) |     |     |     |     |     |